# Boski Zdrój
Boski Zdrój – parafialny miesięcznik o tematyce religijno-społecznej wydawany od 1996 r. przez Parafię św. Brata Alberta w Busku-Zdroju. Czasopismo zawiera artykuły o tematyce religijnej i informacje odnoszące się do aktualnych wydarzeń z życia parafii.